# 越前新保站
越前新保站（日语：／ Echizen-Shimbo eki */?）是位於福井縣福井市新保二丁目，越前鐵道的勝山永平寺線車站。車站編號為E5。

## 車站構造
車站是一座地面車站，設有1面2線島式月台。此站是有人車站，月台與大樓之間設有站內平交道。
基本上，上下行列車會在此站、永平寺口和越前竹原三站進行列車交會。

### 月台
| 月台 | 路線          | 上下行 | 方向     |
| ---- | ------------- | ------ | -------- |
| 1    | ■勝山永平寺線 | 下行   | 勝山方向 |
| 2    | ■勝山永平寺線 | 上行   | 福井方向 |

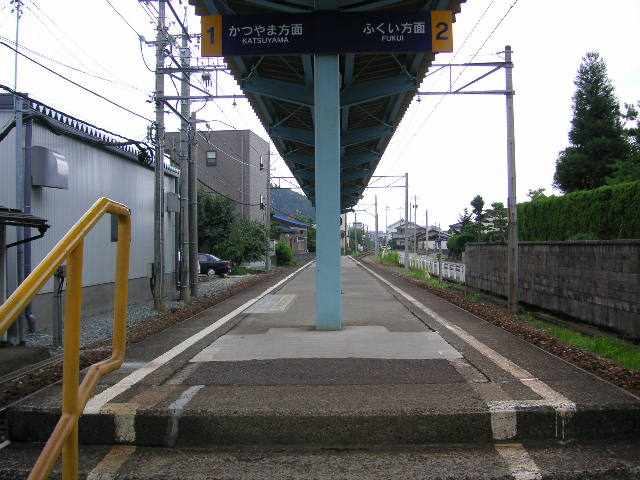
月台
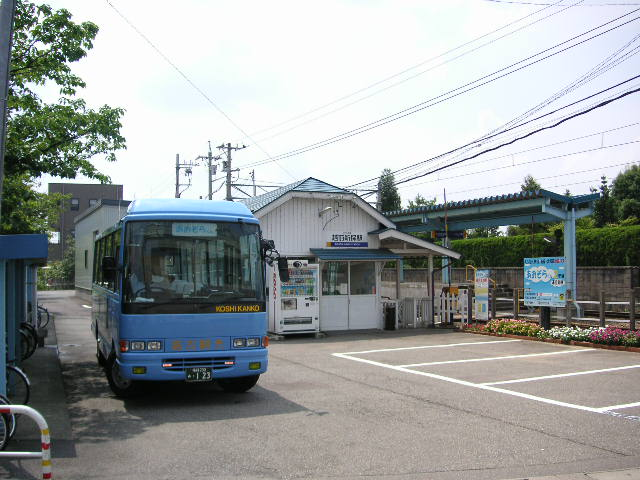
新保、大和田巡回巴士青空君（舊車輛）和車站大樓
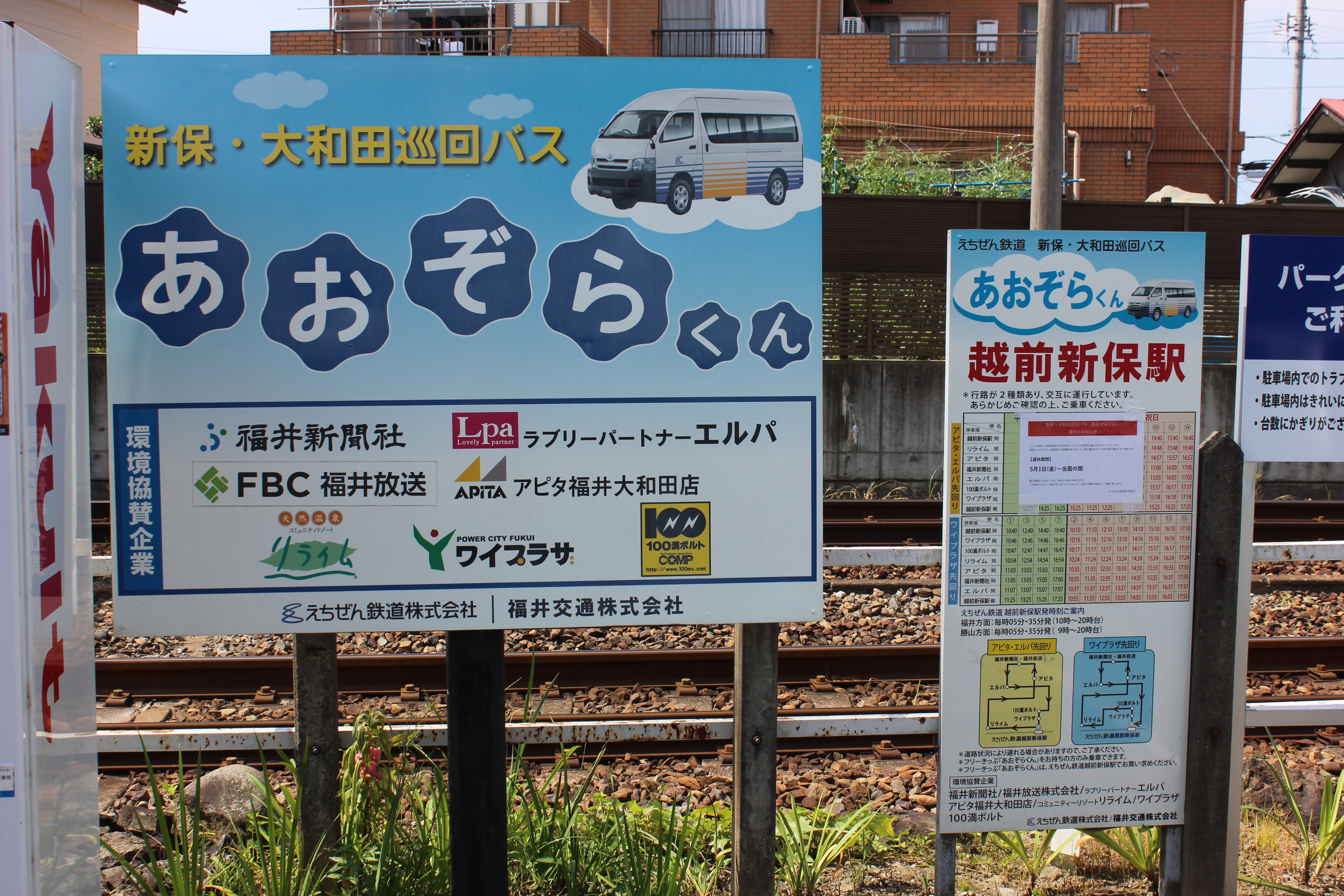
站前的「青空君」巴士站

## 歷史
- 1916年4月11日：車站啟用[1]。
- 2001年6月25日：由於半年內兩度發生嚴重事故（日语：京福電気鉄道越前本線列車衝突事故），被國土交通省中部運輸局（日语：中部運輸局）引用鐵道事業法（日语：鉄道事業法）勒令全線暫停服務[2][3]。
- 2003年：

- 2月1日：車站設施轉讓至越前鐵道。
- 7月20日：越前鐵道重開本車站。

- 2024年10月11日：越前鐵道及福井鐵道均可使用ICOCA及全國通用IC卡付款[5][6]。

## 使用狀況
以下為一日平均上下車人次：
| 上下車人次變化 | 上下車人次變化 |
| 年度           | 1日平均人次    |
| -------------- | -------------- |
| 2011           | 494            |
| 2012           | 482            |
| 2013           | 481            |
| 2014           | 458            |
| 2015           | 478            |
| 2016           | 526            |
| 2017           | 547            |
| 2018           | 532            |
| 2019           | 474            |
| 2020           | 391            |
| 2021           | 222            |
| 2022           | 244            |

## 相鄰車站
越前鐵道
■勝山永平寺線
□快速（只有上行班次）、■普通
越前開發（E4）－越前新保（E5）－追分口（E6）

## 外部連結
- 越前鐵道越前新保站 （页面存档备份，存于）（日語）